# Jerry Ferrara
Jerry Ferrara (Brooklyn, Nueva York; 25 de noviembre de 1979) es un actor estadounidense conocido por su papel como "Turtle" en la serie cómica Entourage.
Nació en Brooklyn, Nueva York, y asistió a la New Utrecht High School. Ferrara es de ascendencia italiana.
En una entrevista acerca del papel que catapultó su carrera, Entourage, Ferrara comentó que cuando le dijo a sus amigos que había conseguido un papel importante en un piloto para televisión, le preguntaron: "¿Qué es un piloto?". Kevin Connolly, su compañero en Entourage, dijo que «Jerry es muy casero. Probablemente es el que menos se parece al personaje que interpreta. Es como 180 grados en dirección opuesta».

## Filmografía

### Cine
| Año  | Título                       | Personaje           |
| ---- | ---------------------------- | ------------------- |
| 2015 | Entourage                    | Turtle              |
| 2014 | Lone Survivor                | Hasslert            |
| 2013 | Last Vegas                   | Dean                |
| 2012 | Think Like a Man             | Jeremy              |
| 2008 | Eagle Eye                    | Poker Player        |
| 2007 | Gardener of Eden             | Greek               |
| 2007 | Brooklyn Rules               | Bobby Canzoneri     |
| 2007 | Where God Left His Shoes     | Vinny               |
| 2006 | Scarface: The World Is Yours | Hotel Manager (voz) |
| 2004 | Cross Bronx                  | Vivo                |

### Televisión
| Año       | Título             | Personaje             | Notas                    |
| --------- | ------------------ | --------------------- | ------------------------ |
| 2004-2011 | Entourage          | Turtle                | Papel estelar            |
| 2004      | NYPD Blue          | Danny Puglisi         | Invitado                 |
| 2002      | Leap of Faith      | Kid                   | Invitado                 |
| 2001–2002 | Grounded for Life  | Boy #2/Drew           | Invitado - dos episodios |
| 2001      | Maybe It's Me      | Personaje desconocido | Invitado                 |
| 2000      | City Guys          | Repartidor            | Invitado                 |
| 2000      | That's Life        | Estudiante #2         | Invitado                 |
| 2000      | The King of Queens | Joey                  | Invitado                 |